# Лола Бъни
Лола Бъни (на английски: Lola Bunny) е анимационна героиня на „Шантави рисунки“, която е изобразена като антропоморфна женска зайка, създадена е от Уорнър Брос. Обикновено тя е изобразена като приятелка на Бъгс Бъни. За първи път тя се появява във филма „Космически забивки“ от 1996 г.

## Развитие
В средата на 1990-те години, Уорнър Брос започва работа по „Космически забивки“. Имаше планове да добавят Хъни Бъни като женски двойник на Бъгс Бъни във филма. Концептуалното изкуство показа атлетична женска зайка, която носи сведена глава и трико на тема американски флаг. Някои художници коментираха, че тя прилича твърде много на Бъгс и в крайна сметка създадоха Лола Бъни като заместничка.

## История

### „Космически забивки“
Лола прави първата си поява във „Космически забивки“ през 1996 година. Тя е показана с кафява козина, рус бретон и носи лилав гумен ластик на двете уши като конска опашка. Тя има аква цвят на очите и стройна фигура. Лола е озвучена от Кат Суси във филма.
Лола е създадена, за да служи като романтичен интерес за Бъгс. Веднага щом се появи, Бъгс е незабавно разбит и няколко други мъжки герои я преследват. В целия филм има подзаговор дали ще има романтика между Лола и Бъгс. Под-сюжетът завършва с конвенционална резолюция. Лола е почти ранена от един от противниците в баскетболната игра и Бъгс я спасява.
Според автора Кевин Сандлър, личността на Лола е комбинация от архетипи на жените на Хоукс, мъжко момиче и фатална жена. Тя е жестока, безсмислена жена, която е изключително независима и самостоятелна. Тя е едновременно силно атлетична и изключително съблазнителна в поведението си. Нейната крилата фраза е „Никога не ме наричай кукло“. Както обясни режисьорът на анимацията Тони Сервоне, първоначално Лола е била замислена да бъде по-скоро „мъжкарана“, но продуцентският екип се страхуваше, че тя ще изглежда „твърде мъжествена“. Затова те избраха да подчертаят и нейните „женски атрибути“.
След „Космически забивки“, Лола редовно се появява в самостоятелни истории в месечния едноименен комикс на поредицата, публикувани от Ди Си Комикс.

### Други появи
Лола се появява два пъти като репортер на новини, както във филма „Летящото приключение на Туити“, така и в играта Looney Tunes: Space Race. Кат Суси възпроизвежда гласа на Лола и в двете. В сериала „Малките шантави рисунки“ тя е като по-възрастния си двойник в „Космически забивки“, притежаваща придирчиви черти и афинитет към баскетбола. Тя е озвучена от Брит Макилип. В екшън-комедийния сериал „Луди за връзване“, нейната потомка е Лекси Бъни.

### „Шоуто на Шантавите рисунки“
Лола също се появява в „Шоуто на Шантавите рисунки“, където тя е озвучена от Кристен Уиг. За разлика от личността си в „Космически забивки“, тя е представена като ексцентрична и весела млада зайка, която е склонена да обсебва Бъгс, когото тя нарича „Бън-Бън“. Тя е много отдадена на постигането на целите, но често е склонна да забравя какво е правила. Лола е замесена най-вече в причудливи ситуации, създадени от самата нея или е придружена от приятеля си Дафи.
Изглежда, че Бъгс се радва да я има наоколо, дори се изненадва, когато се обявява за нейно гадже в епизода „Двойна среща“, където помага на Дафи да събере смелост да покани Тина Русо на среща. По-късно в поредицата Бъгс и Лола се виждат в множество епизоди, прекарващи време помежду си.
В сериала се появяват и богатите родители на Лола – Уолтър (озвучен от Джон О'Хърли) и Патриша (озвучена от Грей ДеЛайл в първи сезон и Уенди Маклендън-Кови във втори сезон), които също присъстват в сериала.
Лола е една от двата водещи герои във анимационния филм „Шантави рисунки: Бягството на заека“, но тук тя е озвучена от Рейчъл Рамрас.

## По-късни изяви
В „Новите шантави рисунки“, Лола се появява като щастлив и приятелски настроен персонаж. Тя се появява в сегментите „Заек на престола“, „Рали пилот Лола“ и „Рода Дерби“. Външният ѝ вид е същият като в „Шоуто на Шантавите рисунки“, въпреки че тя носи различен тоалет. Тя винаги проявява ексцентричност и поддържа безгрижното си отношение. Нейната безстрашна и приключенска страна се появява в някои епизоди, където тя изпълнява различни спортове. Лола се завърна в „Космически забивки: Нови легенди“ с обновен характерен дизайн, озвучена е от Зендая, въпреки че Суси е обявена да повтори ролята си.
Лола се появява в новия сериал за предучилищна възраст „Бъгс Бъни строители“.

## Озвучаващи актриси
След първата поява на Лола Бъни през 1996 г., анимационната героиня е озвучена от различни озвучаващи актриси.
За по-голямата част от поредицата „Шантави рисунки“ персонажът на Лола беше озвучена от американската озвучаваща актриса Кат Суси, която я озвучава в „Космически забивки“ (1996), „Летящото приключение на Туити“ (2000), видеоигрите Looney Tunes Racing (2000), Looney Tunes: Space Race (2000), Looney Tunes Dance Off (2010), анимационния сериал „Новите шантави рисунки“ (2015), и уеб анимациите „Шантави рисунки“ (2001 – 2005).
През 2011 г. до 2014 г. американската актриса, комик, писателка и продуцент Кристен Уиг озвучи Лола в „Шоуто на Шантавите рисунки“. За изпълнението си Уиг получи няколко номинации и спечели наградата за гласово актьорско майсторство през 2011 г.
В българските дублажи Лола първоначално е озвучена от Даниела Йорданова в „Космически забивки“ през 1997 г., а по-късно през 2012 г. Яна Огнянова става официалния глас на героинята за България, като я озвучава в „Шоуто на Шантавите рисунки“ и „Космически забивки: Нови легенди“ (2021).

### Други
- Джесика Дичико (Лекси в „Луди за връзване“)[18]
- Брит Макилип („Малките шантави рисунки“, „Великденски приключения“)
- Рейчъл Рамрас (Scooby Doo & Looney Tunes Cartoon Universe: Adventure[19] и „Шантави рисунки: Бягството на заека“)[20]
- Карла Дилейни (Daffy Duck Dance Off)
- Зендая („Космически забивки: Нови легенди“)[4][5][6]
- Чанди Парек („Бъгс Бъни строители“)
- Кари Уолгрън (Tiny Toons Loonivesity)

### Български дублажи
| Година | Актриса              | Филм/Сериал                           | Дублажно студио                             |
| ------ | -------------------- | ------------------------------------- | ------------------------------------------- |
| 1997   | Даниела Йорданова    | „Космически забивки“                  | „Арс Диджитал Студио“ (нахсинхронен дублаж) |
| 2008   | Даниела Горанова     | „Малките шантави рисунки“             | GTV (войсоувър дублаж)                      |
| 2012   | Яна Огнянова         | „Шоуто на Шантавите рисунки“          | „Александра Аудио“ (нахсинхронен дублаж)    |
| 2016   | Елена Бойчева        | „Шантави рисунки: Бягството на заека“ | „Доли Медия Студио“ (войсоувър дублаж)      |
| 2019   | Яна Огнянова         | „Новите шантави рисунки“              | „Александра Аудио“ (нахсинхронен дублаж)    |
| 2020   | Цветослава Симеонова | „Шантави рисунки: Бягството на заека“ | „Медиа Линк“ (войсоувър дублаж)             |
| 2021   | Яна Огнянова         | „Космически забивки: Нови легенди“    | „Александра Аудио“ (нахсинхронен дублаж)    |
| 2022   | Радослава Стоянова   | „Малките шантави рисунки“             | Студио „Про Филмс“ (нахсинхронен дублаж)    |
| 2023   | Радослава Стойнева   | „Бъгс Бъни строители“                 | Студио „Про Филмс“ (нахсинхронен дублаж)    |

## Прием и наследство
След нейната първа поява, Лола бързо се превърна в любимка на феновете и емблематична героиня от поредицата „Шантави рисунки“. Тя често е била разглеждана като анимиран секс символ. През 2020 г. тя беше обявена за „най-атрактивния анимационен герой в света“ въз основа на общия обем на търсене на месец. Шанън Карлин от Bustle.com похвали Лола от „Космически забивки“, наричайки я „уверена“ и „талантлива“. Дан Кахан от PopDust.com пише, че Лола е трябвало да бъде „огледана, както от световни герои, така и от зрители“.
Лола от „Шоуто на Шантавите рисунки“ беше добре приета от критиците. CBR.com класира Лола и Бъгс номер 2 в 10-те им най-добри романса от детските анимации, заявявайки, че тя е по-„жива и по-шумна“ от „Космически забивки“ и е „доста сладка и забавна за гледане“. IGN.com похвали героинята, наричайки я „луда, но очарователен персонаж“, а Кристен Уиг върши „феноменална работа“. WhatCulture.com нарича Лола по-интересна в сравнение с първата ѝ поява, заявявайки, че „Лола от това шоу е разпръсната, странна и невероятно отблъскваща, което прави нейните лиги по-интересни и забавни в резултат.“ Джонатан Норт от Rotoscopers.com направи комплимент на Лола от същата поредица, като каза, че „извади характера на Лола далеч по-добре, отколкото дебютът ѝ в Космически забивки“.
След 2019 г. след като гледа оригинала на „Космически забивки“ за пръв път, Малкълм Д. Лий, режисьорът на „Космически забивки: Нови легенди“ се чувстваше неподготвен за това как Лола е прекалено сексуализирана и реши да я превърне в силен женски персонаж, като каза: „Важно е да се отразява автентичността на силните, способни женски образи.“ Новата личност и външен вид придобиха противоречия, по-специално сред Twitter, тъй като феновете се оплакаха от нейния „изнервен“ външен вид, който я направи умишлено по-малко привлекателна.
Авторът Кевин Сандлър, каза, че Лола Бъни беше създадена като женски двойник на Бъгс Бъни. Оригиналните стоки на героинята сега се продават за много повече от първоначалната цена на пазарите за препродажба. Например, оригиналните кукли сега се продават за стотици долари в eBay. Въпреки това, Лола Бъни не е единствената героиня, който вижда нарастване на съвременната популярност, тъй като оригиналните стоки на „Шантави рисунки“ като цяло придобиват носталгична стойност.

### Похвали
Кристен Уиг, която озвучи Лола Бъни в „Шоуто на Шантавите рисунки“, получи няколко номинации за работата си и спечели една награда зад гласовите актьори.
| Година | Работа                              | Награда                                 | Категория                                                                   | Номиниран(а)                        | Резултати |        |
| ------ | ----------------------------------- | --------------------------------------- | --------------------------------------------------------------------------- | ----------------------------------- | --------- | ------ |
| 2011   | Шоуто на Шантавите рисунки          | BTVA People's Choice Voice Acting Award | Най-добро женско вокално изпълнение в телевизионен сериал в поддържаща роля | Кристен Уиг за гласа на Лола Бъни   | награда   | [ 40 ] |
| 2012   | Шоуто на Шантавите рисунки          | Праймтайм награди „Еми“                 | Изключително озвучаващо изпълнение                                          | Кристен Уиг за гласа на Лола Бъни   | номинация | [ 41 ] |
| 2013   | Шоуто на Шантавите рисунки          | BTVA Television Voice Acting Award      | Най-добро женско водещо изпълнение в телевизионен сериал – комедия/мюзикъл  | Кристен Уиг за гласа на Лола Бъни   | номинация | [ 42 ] |
| 2016   | Шантави рисунки: Бягството на заека | BTVA Television Voice Acting Award      | Best Female Vocal Performance in a TV Special/Direct-To-DvD Title Or Short  | Рейчъл Рамрас за гласа на Лола Бъни | номинация | [ 43 ] |